# The Joy of Painting
The Joy of Painting (lit. A Alegria de Pintar) é um programa de televisão instrutivo dos Estados Unidos, apresentado pelo pintor Bob Ross, que foi exibido de 11 de janeiro de 1983, até 17 de maio de 1994. Em cada episódio, Ross ensinou técnicas para pintura a óleo de paisagem, completando uma pintura em cada sessão. O programa seguia o mesmo formato de seu antecessor, The Magic of Oil Painting, apresentado pelo mentor de Ross, Bill Alexander. Enquanto estava em exibição, o programa ganhou três Prêmios Emmy.

## Produção
Transmitido por emissoras públicas e não comerciais de televisão, a primeira temporada do programa foi lançada em 1983, e inicialmente era produzido pela MHz Networks em Falls Church, e depois pela WIPB em Muncie, de 1984 até que o programa terminasse em 1994, e mais tarde pela Blue Ridge PBS em Roanoke. A maior parte da série foi distribuída através do que hoje é a American Public Television.